# Socialna ekonomija v Sloveniji
Socialna ekonomija je pojem in koncept, s katerim označujemo ekonomske, podjetniške in družbene prakse, ki izhajajo iz zadovoljevanja realnih družbenih potreb, temeljijo na drugačni družbeni organiziranosti in hkrati ustvarjajo drugačne družbene prakse. Socialna ekonomija je kombinacija tržnega ali netržnega podjetništva, reševanja družbenih problemov in skupnostne organiziranosti.
Drugačna družbena organiziranost pomeni prizadevanje skupnosti in pravnih subjektov, da skupaj definirajo  družbene probleme ter nanje odgovorijo z zagotavljanjem izdelkov ali storitev za zadovoljevanje temeljnih in ostalih dobrin za življenje ljudi in delovanje skupnosti. Socialna ekonomija temelji na solidarnosti, participaciji, demokratičnem (so)upravljanju, opolnomočenju, povezovanju deležnikov, podjetnosti, osredotočenosti na lokalne skupnosti, zadovoljevanju realnih in ne ustvarjenih potreb ipd.

##### Subjekti socialne ekonomije
Subjekti socialne ekonomije so organizacije oseb, ne organizacije kapitala. Delajo s kapitalom in drugimi nedenarnimi viri, vendar ne za kapital. Z izdelki ali storitvami nastopajo na trgu, a pri tem izhajajo iz realnih in ne umetno ustvarjenih družbenih potreb.
Socialna ekonomija obsega dejavnosti različnih pravnih subjektov: zadrug, društev, zasebnih zavodov, družb z omejeno odgovornostjo, invalidskih podjetij, zaposlitvenih centrov, vzajemnih družb itn.

##### Razmerje socialna ekonomija - socialno podjetništvo
Socialna ekonomija se zamenjuje s socialnim podjetništvom. Oba pojma se lahko prekrivata, a sta različna po vsebini in po obsegu. Socialna ekonomija je širši pojem in zajema širše teoretično in praktično polje kot socialno podjetništvo. Slednje je v Sloveniji zakonsko opredeljeno, zakonske opredelitve socialne ekonomije v Sloveniji ni. Socialno podjetje v Sloveniji je status, ki ga pravni subjekt lahko pridobi in ni vrsta pravnega subjekta. Pravni subjekti, ki so pridobili status socialnega podjetja imajo za imenom podjetja navedbo »so.p.«. Označba subjektov socialne ekonomije ne obstaja. Z vidika obsega socialna ekonomija poleg socialnih podjetij vključuje tudi druge subjekte (invalidska podjetja in zaposlitvene centre, nevladne organizacije, vzajemne družbe ipd.).

## Kaj ni socialna ekonomija

##### Socialna ekonomija ni socialna pomoč
Socialna ekonomija nima nobene veze z dejavnostmi, ki jih opravljajo Centri za socialno pomoč Slovenije (denarni prejemki in subvencije, starševsko varstvo in družinski prejemki, varstvo otrok in družine, varstvo odraslih itn.). Pojmovno mešanje »socialne ekonomije« in »socialnega podjetništva« s »socialno pomočjo« izhaja iz neposrečenega slovenjenja angleških »social ecomomy« in »social entrepreneurship«. Ustreznejši prevod »social economy/entrepreneurship« je »družbena ekonomija/podjetništvo«.

##### Druge pogoste zamenjave
Socialna ekonomija sepogosto  zamenjuje ali napačno enači s pojmi in koncepti družbene odgovornosti, ekonomske demokracije, krožnega gospodarstva, podjetja s socialno vsebino, delitvene ekonomije, sodelovalne ekonomije itn. Nekateri koncepti se sicer lahko deloma pokrivajo s socialno ekonomijo, a načeloma gre za različne pojme in koncepte.  

## Mednarodne deklaracije in drugi mednarodni dokumenti
Republika Slovenija je podpisnica več deklaracij s področja socialne ekonomije:
- 2015 – Luksemburška deklaracija, »A roadmap towards a more comprehensive ecosystem for social economy enterprises«

- 2016 – Bratislavska deklaracija »The social economy as a key player in providing effective responses to current societal challengesin the EU and in the World«

- 2017 – Ljubljanska deklaracija.

##### Ljubljanska deklaracija
Med 24. in 25. aprilom 2017 se je v Ljubljani in na Brdu pri Kranju odvila konferenca »Razvoj socialne ekonomije v Jugovzhodni Evropi«. Njen namen je bil nadaljevanje aktivnosti predhodnih konferenc. Udeležili so se je predstavniki vlad Slovenije, Hrvaške, Srbije, Bosne in Hercegovine, Črne gore, Kosova, Albanije, Grčije in Luksemburga. Predstavniki navedenih vlad so ugotovili, da:
»postaja socialna ekonomija vse bolj prepoznavna tako na ravni Evropske unije, kot tudi na mednarodni ravni, vendar pa je njena prepoznavnost še vedno premajhna, tako v nekaterih državah članicah Evrospke unije, kot tudi v državah Jugovzhodne Evrope. Zato priporočamo Evropski uniji večjo zavezanost k podpori socialne ekonomije na evropski ravni in na ravni jugovzhodne Evrope. Ugotavljamo tudi, da ukrepi, ki jih je predstavila Evropska komisija za spodbujanje razvoja podjetij socialne ekonomije v Evropi sledijo priporočilom Poročila ekspertne skupine za socialno podjetništvo Evropske komiisije z naslovom: Socialna podjetja in socialna ekonomija gredo naprej, sprejetega oktobra 2016.
Ugotavljamo, da je termin »podjetja socialne ekonomije« splošno sprejet termin za različne oblike organizacij na področju socialne ekonomije. Kljub temu pa še vedno obstajajo razlike pri definiciji sektorja socialne ekonomije. Zato verjamemo, da mora opredelitev socialne ekonomije temeljiti na medsebojnem prepoznavanju in priznavanju različnih vrst in oblik organizacij, ki delujejo kot organizacije socialne ekonomije v različnih državah EU in državah Jugovzhodne Evrope.
Ugotavljamo, da je socialna ekonomija pomembno gonilo gospodarske rasti, če je ustrezno podprta skozi ustrezne programe, projekte in oblike financiranja. Ob tem pa opozarjamo, da še vedno obstajajo razlike med državami članicami EU in državami Jugovzhodne Evrope, ki izvirajo iz različnih pogojev dostopa do sredstev, ki jih razpisujejo Evropske institucije.
Države Jugovzhodne Evrope podpirajo oblikovanje mreže organizacij socialne ekonomije v celotni regiji Jugovzhodne Evrope.«
Na srečanju je bila sprejeta naslednja deklaracija:
Na srečanju je bila sprejeta sledeča deklaracija:
- »Evropska unija in države Jugovzhodne Evrope naj vložijo ustrezen napor v povečanje vidnosti in poznavanja socialne ekonomije in podjetij socialne ekonomije na evropski in mednarodni ravni.

- Ob upoštevanju sklepov iz Luksemburške deklaracije, naj države članice EU in države Jugovzhodne Evrope stremijo k enotnemu razumevanju obsega in pomena socialne ekonomije in ob upoštevanju različnosti v zvezi z vrstami on oblikami podjetij socialne ekonomije stopiti na pot medsebojnega prepoznavanja in priznavanja organizacij socialne ekonomije na ravni EU in držav Jugovzhodne Evrope.

- Evropska unija in države Jugovzhodne Evrope morajo sprejeti ustrezne ukrepe za vzpostavitev ekosistema za podjetja socialne ekonomije, ki se soočajo z reševanjem izzivov v zvezi z ravnanjem z migranti.

- Evropska unija bi morala okrepiti podporne instrumente za socialna podjetja in jih uravnotežiti tako za države članice EU, kot tudi za države Jugovzhodne Evrope. Dostop do financiranja mora biti poenoten za podjetja socialne ekonomije z namenom doseganja konvergence na ravni držav članic EU in držav Jugovzhodne Evrope.

- Organizacije socialne ekonomije se spodbudi k oblikovanju močne regionalne mreže socialne ekonomije na ravni Jugovzhodne Evrope.

- Države Jugovzhodne Evrope se spodbudi k temu, da se pridružijo nadzornemu odboru, ki so ga oblikovale države članice EU in sodelujejo na sejah visokih političnih predstavnikov, pristojnih za socialno ekonomijo.«

##### Maribor – Evropska prestolnica socialne ekonomije Mestna občina Maribor 2018
Republika Slovenija je s 1. januarjem 2018 prevzela vlogo predsedujoče države Nadzornemu odboru Luksemburške deklaracije o spodbujanju razvoja socialne ekonomije in podjetij socialne ekonomije v Evropski uniji in širše. Z vlogo predsedujoče države članice je Slovenija dobila priložnost postati vodilna država članica v razvoju socialne ekonomije v državah Jugovzhodne Evrope. Maribor je kot mesto z največ podjetji socialne ekonomije dobil naziv Evropska prestolnica socialne ekonomije za leto 2018.

##### Evropski Akcijski načrt na področju socialne ekonomije
Evropski odbor regij je julija 2021 sprejel mnenje »Akcijski načrt za socialno ekonomijo«, ki ga je pripravila Komisija za socialno politiko, izobraževanje, zaposlovanje, raziskave in kulturo (SEDEC). V njem, med drugim, poziva Evropsko komisijo, da pripravi akcijski načrt na področju socialne ekonomije. Evropska komisija bo načrt predvidoma predstavila v zadnjem kvartalu leta 2021 in v njem podala nove usmeritve in definicije na izbranem področju za države članice. 
Evropska komisija je decembra 2021 sprejela Akcijski načrt za socialno ekonomijo, kjer predstavlja konkretne ukrepe, ki naj bi pomagali mobilizirati celoten potencial socialne ekonomije. 

##### Poročilo OECD o spodbujanju socialnega podjetništva v Sloveniji
Februarja 2022 OECD (Organisation for Economic Cooperation and Development) objavi poročilo z naslovom "Spodbujanje socialnega podjetništva in razvoja socialnih podjetij v Sloveniji - poglobljeni pregled politik" (dokument je v angleščini). Kot del priprav na izdelavo poročila je OECD opravila več posvetov z različnimi deležniki v Sloveniji.   

## Načela socialne ekonomije
V Republiki Sloveniji ali Evropski uniji ni enotne opredelitve socialne ekonomije. Evropski ekonomsko socialni odbor (EESO) v študiji »Nedavni razvoj socialne ekonomije v Evropski uniji« iz leta 2017 pri opredelitvi načel navede »Listino načel socialne ekonomije«, ki jo je sprejelo Evropsko združenje Socialna ekonomija Evrope (Social Economy Europe):
- prevlada posameznika in socialnega cilja nad kapitalom,

- prostovoljno in odprto članstvo,

- demokratičen nadzor, ki ga izvaja članstvo (to se ne nanaša na fundacije, saj te nimajo članov),

- združljivost interesov članov/uporabnikov in/ali splošnega interesa,

- varstvo in uporaba načela solidarnosti in odgovornosti,

- avtonomno upravljanje in neodvisnost od javnih organov,

- večina presežkov se uporablja za uresničevanje ciljev trajnostnega razvoja in zagotavljanje

- storitev v interesu članov ali splošnem interesu.

## Socialno podjetništvo

##### Zakon o socialnem podjetništvu
Marca 2011 je bil sprejet zakon o socialnem podjetništvu (ZSocP, Uradni list rs, št. 20/2011), ki se je pričel veljati januarja 2012.
Marca 2018 je stopil v veljavo noveliran Zakon o socialnem podjetništvu (ZsocP-A, Uradni list RS, št. 20/11, 90/14 – ZDU-1I in 13/18).
Zakon opredeljuje socialno podjetje in socialno podjetništvo:
»socialno podjetje je nepridobitna pravna oseba, ki pridobi status socialnega podjetja in je lahko društvo, zavod, ustanova, gospodarska družba, zadruga, evropska zadruga ali druga pravna oseba zasebnega prava, ki ni ustanovljena izključno z namenom pridobivanja dobička ter premoženja ne deli, prav tako ne deli ustvarjenega presežka prihodkov nad odhodki;
Socialno podjetništvo je trajno opravljanje podjetniške dejavnosti s proizvodnjo in prodajo proizvodov ali opravljanjem storitev na trgu, kjer ustvarjanje dobička ni glavni cilj podjetniške aktivnosti, temveč glavni cilj predstavlja doseganje socialnih oziroma družbenih učinkov.« ZsocP, 2. člen, 8. in 9. točka.
Zakon opredeljuje tudi področja opravljanja dejavnosti:
»Izvajanje socialnega podjetništva se opravlja na vseh področjih gospodarskih in negospodarskih dejavnosti.« ZsocP, 5. člen.

##### Sektor za socialno podjetništvo, zadružništvo in ekonomsko demokracijo pri MGRT
Za področje socialnega podjetništva je od začetka leta 2015 pristojno Ministrstvo za gospodarski razvoj in tehnologijo, pred tem je bilo zanj pristojno Ministrstvo za delo, družino, socialne zadeve in enake možnosti. Že nekaj let je na Ministrstvu za gospodarski razvoj in tehnologijo, na Direktoratu za regionalni razvoj vzpostavljen Sektor za socialno podjetništvo, zadružništvo in ekonomsko demokracijo.
V skladu z ZsocP-A mora vlada Republike Slovenije:
- do septembra 2018 sprejeti Strategijo razvoja socialne ekonomije iz tretjega odstavka 7. člena za plansko obdobje od 2019 do 2029;

- do septembra 2018 izdelati program ukrepov iz četrtega odstavka 29. člena za leti 2019 in 2020;

- v roku šestih mesecev od uveljavitve ZSocP-A izdati uredbo o merjenju družbenih učinkov. V uredbi naj bi bili podrobneje opredeljeni standardi, merila in kazalniki za spremljanje družbenih učinkov iz naslova dejavnosti socialnih podjetij.

##### Svet za socialno ekonomijo
Svet se imenuje v skladu s 7. členom Zakona o spremembah in dopolnitvah Zakona o socialnem podjetništvu – ZSocP-A (Uradni list RS, št. 13/18). Sestavljen je iz predstavnikov ministrstev pristojnih za področje gospodarstva, zaposlovanja, kmetijstva, zdravja, okolja, javne uprave, financ, kulture, zunanjih zadev, evropske kohezijske politike, predstavnika kabineta predsednika vlade, predstavnikov sektorja socialne ekonomije (dveh socialnih podjetij, dveh zadrug, enega invalidskega podjetja in enega zaposlitvenega centra), predstavnika reprezentativnih združenj lokalnih skupnosti, dveh predstavnikov socialnih partnerjev in predstavnika stroke s področja socialne ekonomije. Svet je odgovoren za oblikovanje politike razvoja socialne ekonomije, pripravo strateških razvojnih dokumentov s področja ter spremljanje njihovega izvajanja. Z imenovanjem Sveta za socialno ekonomijo je bil razpuščen Svet za socialno podjetništvo, ki ga je Vlada ustanovila 22. 9. 2011.
Svet za socialno ekonomijo je bil ustanovljen 2019. Pred sklicem prve seje je odstopil predsednik vlade, zaradi česar je večini članov iz ministrstev prenehala funkcija in je bilo potrebno imenovanje novih. Postopek imenovanja je stekel po imenovanju nove vlade in po preklicu epidemije COVID 19, gradivo za spremembo sklepa o imenovanju članov je na vladi in čaka na potrditev.
Svet za socialno ekonomijo se v letih 2020 in 2021 ni sestal.

##### Strategija razvoja socialne ekonomije
Na podlagi Zakona o socialnem podjetništvu iz leta 2011 je Vlada Republike Slovenije 25. 7. 2013 sprejela Strategijo razvoja socialnega podjetništva za obdobje 2013 – 2016, ki je zagotavljala načrtovan razvoj socialnega podjetništva v republiki Sloveniji za obdobje štirih let.
V skladu z Zakonom o spremembah in dopolnitvah Zakona o socialnem podjetništvu, ki je začel veljati marca 2018, bi morala Vlada do septembra 2018 sprejeti Strategijo razvoja socialne ekonomije za plansko obdobje od 2019 do 2029 in Program ukrepov za leti 2019 in 2020. Strategija in program ukrepov nista bili sprejeta (stanje november 2021).

##### Analiza stanja na področju socialne ekonomije v sloveniji
Februarja 2018 je bila izdelana Aplikativna analiza stanja (v nadaljevanju: analiza) na področju socialne ekonomije v Sloveniji, ki vsebuje tudi smernice za pripravo dolgoročne Strategije razvoja socialne ekonomije v Sloveniji 2019-2029 ter programa kratkoročnih ukrepov z akcijskim načrtom 2019-2020.

##### Število subjektov socialne ekonomije v Sloveniji
Razvoj socialne ekonomije v Sloveniji ni mogoče spremljati statistično zanesljivo. Statistični urad Republike Slovenije (SURS ) in Agencija Republike Slovenije za javnopravne evidence in storitve (AJPES) nimata vzpostavljenih statističnih parametrov ali metodologije za zajemanje dogajanja na področju socialne ekonomije.
Ministrstvo za gospodarski razvoj in tehnologijo objavlja evidenco socialnih podjetij. Dne 5. avgusta 2021 je bilo v Sloveniji registriranih 274 pravnih subjektov s statusom socialnega podjetja. Od tega je bilo 100 zasebnih zavodov (36,5%), 70 zadrug (25,5%), 67 društev (24,5%), 36 družb z omejeno odgovornostjo (d.o.o.) (13,1%) in ena ustanova (0,36%).

##### Opredelitev socialnih podjetij Evropske komisije
Evropska komisija socialna podjetja opredeljuje kot sestavni del socialne ekonomije: »Dejansko je za socialna podjetja kot akterje socialne ekonomije socialni vpliv pomembnejši od ustvarjanja dobička za lastnike ali delničarje. Na trgu podjetniško in inovativno proizvajajo dobrine ter zagotavljajo storitve, presežke pa porabijo predvsem za uresničevanje socialnih ciljev. Ta podjetja so upravljana odgovorno in pregledno, saj so vanje vključeni delavci, potrošniki in drugi akterji […].«
Evropska komisija glavna področja dejavnosti socialnih podjetij opredeljuje kot (v Sporočilo Evropske komisije, Pobuda za socialno podjetništvo, COM(2011) 0682 final, 25. oktober 2011):
- podjetja, ki zagotavljajo socialne storitve in/ali dobrine in storitve ogroženim skupinam in kot

- podjetja, ki si prizadevajo za poklicno vključenost oseb s težavami z zaposljivostjo, njihove dejavnosti pa lahko obsegajo tudi nesocialne dobrine ali storitve.

##### Družbene inovacije
Socialna podjetja pristopajo k reševanju družbenih problemov z uvajanjem družbenih inovacij. Družbeno inoviranje je pristop, ki z reševanjem družbenih problemov ohranja in ustvarja družbene vrednosti in ne le zasebne vrednosti. Oblika lastništva socialnega podjetja je drugotnega pomena, ključno je podjetništvo, ki uvaja transformativne družbene učinke.

## Zgodovina

#### 1990.
V sedemdesetih letih prejšnjega stoletja je bil uveden sistem družbenega samoupravljanja, ki so ga mnogi tuji strokovnjaki dolga leta proučevali kot tretjo možno pot družbeno-ekonomskega razvoja. Temeljil je na zelo podobnih principih, kot jih danes v Evropi uveljavlja sistem socialne (družbene) ekonomije. Večnivojske, samoupravne interesne skupnosti so vsebovale vse bistvene elemente, ki se danes v Evropi promovirajo kot lokalna razvojna partnerstva.
Razvojniki na področju zaposlovalne politike so že v zgodnjih devetdesetih opozarjali na ta naraščajoči problem in želeli v slovenski prostor prenesti pozitivne evropske izkušnje na področju socialne (družbene) ekonomije. Nastal je poizkus razvoja družbenih kooperativ kot novih oblik samozaposlovanja, bili so poizkusi, da bi javna dela s pomočjo zasebne, neprofitno naravnane iniciative, pretvorili v socialno podjetniške projekte, ki bi brezposelnim omogočile trajne oblike zaposlitve.
Ob koncu devetdesetih je Ministrstvo za delo, družino in socialne zadeve oblikovalo programske osnove, ki bi omogočile zaposlovanje trajno presežnih delavcev v okviru t. i. neprofitnih integracijskih podjetij. Podobno so to storili v Franciji in Italiji. Po evropskih vzorih se je začelo tudi izobraževanje prve skupine socialno-podjetniških menedžerjev. Zmanjkalo je časa, da bi vzpostavili tudi ustrezen pravni in fiskalni sistem. Kasneje je te iniciative premagala zaslepljena vera v klasično tržno ekonomijo, nove inciative so bile zavržene in aktivna politika zaposlovanja se je vrnila na klasična pota, ki so jih v mnogih evropskih državah zaradi neučinkovitosti že zdavnaj opustili. Popolnoma je zamrl razvoj zadrug.
Posredne posledice, ki jih ni možno natančno izmeriti, pa se kažejo tudi v nizki stopnji inovativnosti v družbi. Vse mednarodne raziskave namreč kažejo, da je prav sektor socialnega podjetništva eden najbolj inovativnih.

#### 2000.
Pojavijo se prvi mednarodni projekti in analize, ki vpeljujejo pojem socialnega podjetništva ter spoznavanja tujih primerov dobrih praks. Zelo zgodaj se razvije polemika o terminološki rabi in pomenu izraza socialna ekonomija.
2004, Maribor - Pospeševalni center za malo gospodarstvo in Služba Vlade RS za strukturno politiko in regionalni razvoj sta 12. julija 2004 v Mariboru organizirala delavnico Pomen socialnega podjetništva za skladen regionalni razvoj. Na delavnici so bile predstavljene tuje prakse (Avstrija, Italija, Velika Britanija), njihovi pristopi k razvoju socialnega podjetništva in možnosti razvoja socialnega podjetništva v Sloveniji. Namenjena je bila predstavnikom ministrstev, nacionalnih institucij, lokalnih oblasti, podpornih institucij za razvoj malega gospodarstva, nevladnih organizacij, političnih strank in podjetnikom.
V okviru tega srečanja so bile organizirane tri delavnice z mednarodno udeležbo, katerih namen je bil osvetliti nekatere dileme in vprašanja, ki so se pojavila pri pripravi študije ter opredeliti smernice nadaljnjega razvoja in uvajanja socialne ekonomije v Sloveniji«1.
2004, september - izid knjige Uvajanje socialnega podjetništva v Sloveniji: primerjalna študija Italija, Avstrija, Slovenija. Ljubljana. V knjigi avtorji ne omenjajo izvirnih slovenskih monografij ali zbornikov na temo socialne ekonomije ali socialnega podjetništva. Študijo so pripravili člani konzorcija: Papilot, Zavod za vzpodbujanje in razvijanje kvalitete življenja, Adest, Srl, Irecop Veneto (Instituto Regionale per ľEducazione e Studi Cooperativi Associazione– riconosciuta DGR). Avtorji: Davide Branco, Eugenio Gattolin, Giacinto Tommasini, Franek Johannes, Simona Zagorc, Stojan Zagorc.
2005, Maribor - mednarodna konferenca »S socialnim podjetništvom do kakovostne družbe«.
2005, oktober - izid knjige Študija obstoječega stanja na področju socialne ekonomije v Sloveniji: s priporočili za pripravo modela uvajanja socialnega podjetništva, JAPTI. Nosilec projekta je bil Ekonomski institut Maribor, PE Sklad za razvoj in usposabljanje človeških virov. Študija je nastala v okviru projekta Uvajanje modela socialnega podjetništva v treh pilotskih regijah v Sloveniji - študija izvedljivosti, ki je bil sofinanciran iz donacijskih sredstev programa Phare (PPF II), iz sredstev Agencije RS za regionalni razvoj, sredstev Konzorcija za razvojne naloge Podravja in sredstev projektnih partnerjev. Kot avtorice so sodelovale, med ostalim Vanja Hazl in Dušanka Lužar Šajt.
Namen projekta je bil pripraviti podlage za uvajanje socialnega podjetništva v Sloveniji.  Avtorice med ostalim ugotovijo, da na področju razvoja in delovanja podjetij socialne ekonomije, kot jih poznajo druge članice EU, delamo šele prve resnejše korake. V študiji je bil pripravljen razdelan predlog uvajanja modela socialnega podjetništva.
V seznamu literature se pojavi samo en slovenski strokovni vir: Branco (2004). Vsi ostali viri so z drugih resorjev ali pa so iz tujine. Strokovna literatura v Slovniji še ni razvita.
Zanimivo, da se v seznamu literature pojavlja gradivo iz First Europen Social Economy Conference in Central and Eastern Europe: Praha Social Economy 2002 Enlarging the Social Economy - Preparatory dossier, Prague, 24.-25.10.2002. Pripravo uvodnega dosijeja je koordiniral Bruno Roelants, CECOP. Roelants v 2020 letih sodeluje z mariborskimi nosilci podpornega okolja za zadružništvo in socialno ekonomijo (CAAP).
2006, Maribor - konferenca, kjer se je govorilo tudi o socialni ekonomiji. Akterke konference so bile iste kot pri knjigi Študija obstoječega stanja na področju socialne ekonomije v Sloveniji.  Na konferenci je imela predstavitev tudi Maggie O’Caroll (The Women’s Organization, Velika Britanija). O’Caroll je sodelovala tudi na mednarodni konferenci »Zgodbe, ki spreminjajo«, na Ptuju, leta 2019.
2007, Maribor - izid knjige Analiza potreb na lokalnih trgih in usposobljenosti institucij s področja nevladnega oz. javnega sektorja na lokalni ravni za pripravo projektov s področja socialnega podjetništva. EIM, Center razvoja človeških virov, Maribor. Avtorici sta bili Hazl Vanja, Lužar Šajt Dušanka.
2009 - prvi razpis MDDSZ za razvoj pilotnih projektov na področju socialnega podjetništva (devet projektov)
2010, Murska Sobota - Strokovna tematska konferenca Socialno podjetništvo - izzivi in perspektive, 10. december 2010.

#### 2010.
- 2011, marec - sprejet Zakon o socialnem podjetništvu

- 2011, september ustanovljen Svet za socialno podjetništvo (Uradni list RS, št. 43/2018 z dne 22.6.2018. )

- 1.1.2012 - Zakon o socialnem podjetništvu stopi v veljavo 2014/2015 - prvo (in edino) sofinanciranje programov javnih del posebej za so.p., kar vpliva na registracijo okoli 50 novih so.p.

- 2012 - na podlagi Zakon o socialnem podjetništvu je sprejeta Uredba o določitvi dejavnosti socialnega podjetništva, ki je podrobneje opredelila dejavnosti(Uradni list RS, št. 54/2012.)

- 2012 - prične se voditi evidenca socialnih podjetij, zanjo je pristojno MGRT.

- 2012 – ponovni razpis MDDSZ za razvoj pilotnih projektov na področju socialnega podjetništva (17 projektov)

- 2014/2015 - prvo (in edino) sofinanciranje programov javnih del posebej za socialna podjetja, kar vpliva na registracijo okoli 50 socialnih podjetij

- 1.1.2015 - pristojnosti za področje socialnega podjetništva se prenesejo z Ministrstvo za delo, družino, socialne zadeve in enake možnosti na Ministrstvo za gospodarski razvoj in tehnologijo

- 1.1.2015 - začetek izvajanja vladnega strateškega projekta spodbujanja razvoja socialnega podjetništva, zadružništva in ekonomske demokracije

- 2016, junij - razpis MGRT za zagon socialnih podjetij in mladinskih zadrug, kar vpliva na registracijo več kot 100 novih so.p. (Vir Uradni list RS, št. 39/2016 z dne 3.6.2016).) Na javni razpis je prispelo skupaj 143 vlog, odobrenih je bilo skupaj 93 vlog (63 v vzhodni kohezijski regiji in 30 v zahodni kohezijski regiji) . Vir: Deveto letno poročilo o izvajanju ukrepov Zakona o razvojni podpori Pomurski regiji v obdobju 2010-2019, za leto 2018. Vlada RS, 2020.

- 2018, junij: objavljen Javni razpis za spodbujanje projektov socialnega podjetništva v Pomurski regiji v obdobju 2018 -2019,  Uradni listu RS, št. 43/2018 z dne 22.6.2018

- 2018, februar - sprejet je Predlog Zakona o spremembah in dopolnitvah Zakona o socialnem podjetništvu (ZsocP-A)

- 2018, imenovan je Svet za socialno ekonomijo

- 2020-2021, na nekaterih javnih razpisih Slovenskega podjetniškega sklada so upravičenci tudi zadruge in/ali socialna podjetja.

## Razprave
Pregled nekaterih pomembnejših razprav o terminološki rabi in pomenu pojma socialna ekonomija:
2004, definicija socialnega podjetništva, kot ga predlaga Branco (2004), da je socialna ekonomija družbeno ekonomska kategorija, kjer vrsta najrazličnejših pravnih in fizičnih subjektov ustvarja podporno okolje za (ponovno) vključitev ranljivih skupin prebivalstva v socialno in delovno okolje. Socialno podjetništvo pomeni etičen, strokoven, inovativen in sistemski pristop, ki z različnimi aktivnostmi udejanja cilje socialne ekonomije.
2005, avtorice v JAPTI (2005) podajo predlog opredelitve socialnega podjetja, po katerem socialna podjetja predstavljajo podjetja in organizacije (subjekti) s ciljem zagotavljanja družbenega blagostanja, ki izpolnjujejo naslednje ekonomske in socialne/družbene kriterije:
- ekonomski
  - osnovna dejavnost je proizvodnja izdelkov in/ali prodaja storitev
  - visoka stopnja avtonomije (npr. ni v večinski lasti države)
  - tržna usmerjenost

- socialni/družbeni
  - nastane na podlagi civilne pobude
  - odločanje ni odvisno od deleža vloženega kapitala (1 deležnik / 1 glas)
  - aktivno vključevanje vseh deležnikov
  - delovanje v korist svojih članov, uporabnikov in skupnosti
  - dobiček se v večini vlaga nazaj v dejavnost ali v lokalno okolje (osnovni cilj ni maksimiziranje dobička za lastnike).

2010, terminološko pojasnilo zagate s prevodom pojasni Zdenka Marija Kovač v Miloševič (et. al.) (2010), po katerem je socialno (družbeno) podjetništvo, oz. podjetništvo z družbenimi cilji. Namenoma uporablja obe besedi, saj neposreden prevod angleške besede »social« dejansko pomeni »družben«, ki ima v slovenščini popolnoma drugo konotacijo kot besedi »socialni, socialno«.
2010, v svoji raziskavi Zdenka Kovač in Franci Klužer v Kovač, Hazl (2009) ugotavljata, da v domači stroki ni soglasja o opredelitvi socialne oziroma družbene, skupnostne ekonomije in o tem, kateri so njeni glavni podporni stebri. Dokaj splošno je soglasje le o tem, da sta ključna gospodarski in socialni steber. Socialna ekonomija je posebne vrsta ekonomije, ki se uresničuje v gospodarskih projektih, ki pa niso nujno v celoti tržno naravnani temveč kombinirajo »dogovorno ekonomijo« in trženje proizvodov, storitev in niso motivirani zgolj z dobičkom.
2011, poskus opredelitve izraza socialna ekonomija v Radej (et. al.), 2011 po katerem je najbolj splošna opredelitev socialne ekonomije, da je to ekonomija »tretjega«sektorja, ki ima dvojni horizont, ker se nahaja med profitno usmerjenim sektorjem, ki ga poganja motiv dobička in javnim sektorjem, ki ga poganja motiv javnega oziroma skupnega dobra. Ravno hibridna dvojnost je razlog za težavno opredelitev pojma.